# Jordan von Sachsen

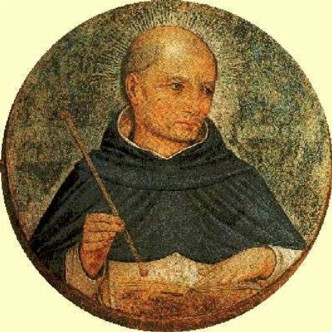
Jordan von Sachsen.

Jordan von Sachsen (även Gordanus, Giordanus, Jordanus, de Alamaia, av Osnabrück, av Sachsen), född omkring 1190 i Osnabrück, död 1237, var ledare av dominikanorden. Hans festdag är den 13 februari.
Jordan var född i en adlig släkt och hade hög utbildning. Han blev dekan över dominikanorden i Paris, och 1222 efterträdde han ordens grundare Dominicus som ledare över hela orden. Under hans ledning växte orden avsevärt, och genom hans föreläsningar vid universiteten anslöt sig Albertus Magnus och andra lärda personer, vilket fått betydelse för ordens utveckling.
Han dog då hans skepp förliste efter en resa från Palestina, och han är begravd i Akko i nuvarande Israel. Raymundo de Peñafort efterträdde honom som ledare för orden.
Jordan har skrivit Libellus de principiis Ordinis Praedicatorum om ordens första tid och innehåller den första biografin om sankt Dominik.